# Gymnasium Heide-Ost
Das Gymnasium Heide-Ost (kurz: GHO) ist eines der zwei Gymnasien in Heide (Holstein) und Teil des Schulzentrums Heide-Ost. Zudem trägt das Gymnasium den Titel „Europaschule“.

## Geschichte
Das Gymnasium besteht offiziell seit 1978. Ursprünglich wurde im August 1973 die Versuchsschule „Kooperative Orientierungsstufe“ initialisiert, diese wurde allerdings schon zwei Jahre später aufgelöst, bis zum kompletten Gymnasium 1981, in dem alle Klassen vertreten waren, trug die Schule, wie auch die Realschule- und die Hauptschule im Schulzentrum Heide-Ost zuvor das Kürzel „i.E.“ (in Entstehung). Nachdem 1976 der Förderverein gegründet worden war, erschien im gleichen Jahr die erste Schülerzeitung „Kiek In“ (Plattdeutsch: Schau rein), zudem fand ein Klassentausch mit dem örtlichen Werner-Heisenberg-Gymnasium statt.
Nach Erweiterungen 1977 (zwei zusätzliche Physik-Räume) und 1978 (acht weitere Klassenräume) wurde im Herbst 1978 der Bau des Sportplatzes begonnen. Nach weiteren Baumaßnahmen wurde im Oktober 1989 der heutige Name „Gymnasium Heide-Ost“ vergeben. 1992/93 wurde das Forum errichtet, in dem im Dezember 1993 das erste Weihnachtskonzert stattfand. 1994 nahm das GHO das erste Mal am Bundeswettbewerb Fremdsprachen teil, 1997 wurde der Samstag unterrichtsfrei. In den 1990er Jahren wurde die ursprüngliche Fassade aus Asbestplatten saniert und durch eine Aluminium-Fassade ersetzt.
Seit 2000 wird mit der Dithmarscher Landeszeitung das Projekt „Schule macht Zeitung macht Schule“ durchgeführt, 2002 wurde die Bläserklasse erstmals eingerichtet.
Seit 2014 besteht ein Austauschprogramm zwischen der GHO Symphonic Band und dem Blue Lake Fine Arts Camp in Michigan (USA). Ebenfalls 2014 absolvierte das Schulorchester eine Konzerttournee durch die USA. Die Europaschule wurde 2014 als „Kulturschule“ ausgezeichnet.
Im Oktober 2019 hat die Ratsversammlung den Neubau des Schulzentrums beschlossen. Der Bau soll 2026 abgeschlossen werden.
Die neuen Sporthallen des Schulzentrum Heide-Ost wurden 2020 – nachdem die alten aufgrund eines Brands in 2014 unbenutzbar waren und abgerissen werden mussten – wieder in Betrieb genommhlen.
Im Juni 2024 wurde das Lehrerzimmer der Gemeinschaftsschule in Brand gesetzt. Der gesamte Verwaltungstrakt des Schulzentrum Heide-Ost musste auf Grund der Schäden eingefroren werden. Seit dem 20. September 2024 stehen 12 neue Räume in Form von Containern als Raumersatzt zur Verfügung.

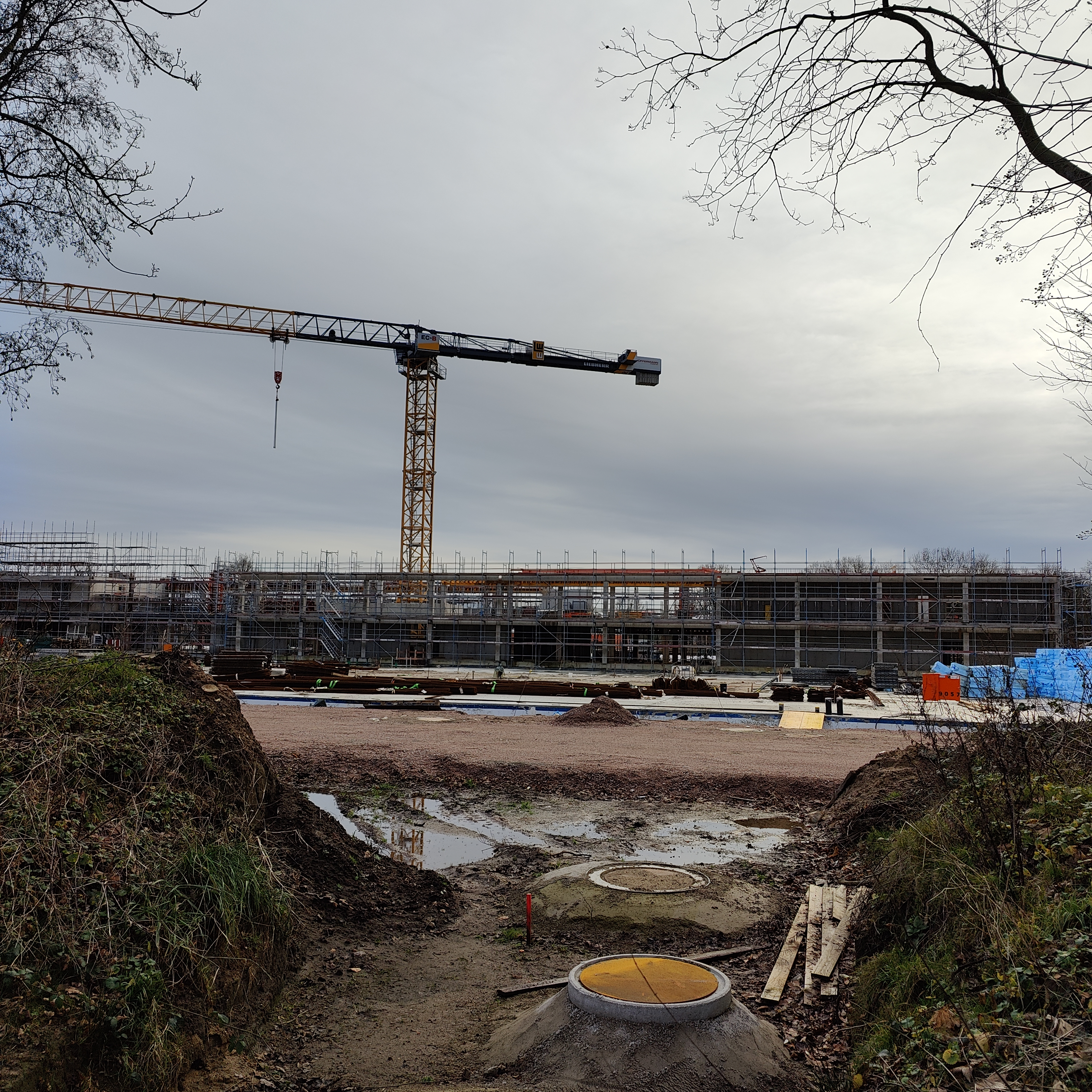
Schulzentrum Heide-Ost, Neubau im Rohbau

Im Mai 2024 wurde der erste Spatenstich für den Neubau durchgeführt. Am 20. September 2024 war die offizielle Grundsteinlegung, bei der eine Zeitkapsel in den Grundstein gelegt wurde.

### Europaschule
Seit November 2002 ist das GHO Europaschule. Die Beziehungen der Schule ins europäische Ausland spiegeln sich vor allem in den Schulpartnerschaften wider: Naantali (Finnland), Minsk (Belarus), Bergerac (Frankreich) und Nowogard/Danzig (Polen).
Darüber hinaus gibt es seit 2006/07 eine Arbeitsgemeinschaft, die einen Schüleraustausch mit einer weiterführenden Schule in Kagera (Tansania) und der Aufbereitung der kulturellen Unterschiede organisiert. Gefördert wird dieses Projekt u. a. vom Entwicklungspolitischen Schulaustauschprogramm (ENSA) des Bundes.

### Kulturforum / Kulturschule
Kulturforum Heide-Ost
Zum Schulzentrum gehört auch das Kulturforum Heide-Ost, in dem regelmäßig Veranstaltungen aus den Bereichen Musik und Theater stattfinden.
Seit 2002 werden Bläserklassen unterrichtet, der „Musikzweig“ beinhaltet erweiterten Musikunterricht der Klassen 5 bis 9, teilweise mit externen Fachkräften sowie mehrere Arbeitsgemeinschaften und die Wahlmöglichkeit zum Musikprofil in der Oberstufe.

Kulturschule
Zum „Jahr der kulturellen Bildung 2014“ des Ministeriums für Justiz, Kultur und Europa Schleswig-Holstein wurde das GHO zusammen mit vier anderen Schulen als „Kulturschule“ ausgezeichnet, da sie für andere Einrichtungen, die verschiedene Aspekte kultureller Bildung erproben, beispielhaft sein können „und Kindern und Jugendlichen unterschiedliche Formen künstlerischen Ausdrucks näher bringen und erfahrbar machen.“

### Schulleiter
- 1973–2000: Peter Gill († 1. November 2013)
- 2000–2013: Günter Rahnfeld († 20. Februar 2025)
- 2013–2022: Gerhard Thomas
- seit 2022 (offiziell seit 2024): Matthias Heidenreich

## Neben dem herkömmlichen Schulalltag

### Spracherwerb
Ab der 10. Klasse kann auch das Schulfach Russisch belegt werden. Daneben werden Englisch, Französisch und Latein unterrichtet. Teilweise können Zertifikate erworben werden, etwa das Certificate in Advanced English.
Das Diplôme d’Etudes en langue française (DELF) kann auf verschiedenen Niveaus erworben werden.

### Förderverein
Die Unterstützer und Ehemaligen der Schule sind im Förderverein Gymnasium Heide-Ost e.V. und dem Ehemaligenverein des Gymnasiums Heide-Ost e.V. organisiert, zusätzlich unterstützt ein dritter Verein die Bläserklasse.

### Mentorenprogramm
Seit 2013 gibt es ein Mentorenprogramm „GuK – Große unterstützen Kleine“, in dem Schüler der höheren Jahrgangsstufen jüngere unter Aufsicht unterstützen.

### Sozialarbeit
Seit 2012 steht den Schülern Unterstützung durch Sozialarbeiter zur Verfügung.

## Persönlichkeiten

### Schüler
- Ulrich Pfeil (* 1966), Historiker (Abitur 1985)
- Philipp Maume (* 1978), Jurist (Abitur 1997)
- Jörn Hendrich Block (* 1979), Betriebswirt (Abitur 1998)
- Stefan Peters (* 1982), Politikwissenschaftler (Abitur 2001)
- Thorben Schütt (* 1990), Landrat

### Lehrer
- Jürgen Petersen - Auch bekannt als Musiker unter dem Künstlernamen Adrian Marcator.